# Sakala (Zeitung)
Sakala ist eine 1878 gegründete estnische Tageszeitung. Sie erscheint als Regionalzeitung im mittelestnischen Kreis Viljandi mit einer Auflage von 11.500 Stück. Die Zeitung ist nach der historischen Region Sakala um Viljandi benannt.

## Geschichte
Die Erstausgabe von Sakala erschien in Viljandi am 11. März 1878. Anfangs war sie eine Wochenzeitung, die samstags erschien. Ihr Gründer war der estnische Publizist Carl Robert Jakobson, einer der prominentesten Persönlichkeiten in der Zeit des nationalen Erwachens der Esten. Sakala war die erste politische Zeitung des Landes. Sie wurde zu einem Sprachrohr des estnischen Nationalbewusstseins. Damit geriet sie schnell in die Kritik bei den zaristischen Behörden, aber noch viel mehr bei der deutschbaltischen Oberschicht Estlands. 1879 musste Sakala deswegen für fünf Monate das Erscheinen einstellen.
Carl Robert Jakobson war gleichzeitig Herausgeber und verantwortlicher Redakteur der Zeitung. Nach seinem Tod 1882 führte Jakob Kõrv die Zeitung weiter. Mitarbeiter waren unter anderem Friedrich Reinhold Kreutzwald, Jakob Pärn, Lilli Suburg und Ado Reinvald. Der Bruder Carl Robert Jakobsons, Eduard Magnus, zeichnete für zahlreiche Illustrationen wie auch für den markanten Schriftzug von Sakala verantwortlich, der bis heute die Titelseite ziert.

## Sakalaheute
Sakala wurde noch bis zur Jahrhundertwende weitergeführt, verlor aber nach Jakobsons Tod rasch an Einfluss. Heute ist Sakala eine Regionalzeitung für den Kreis Viljandi. Sie wird in Viljandi herausgegeben. Sakala gehört zum Postimees-Konzern, der unter anderem auch die Regionalzeitungen Tartu Postimees, Pärnu Postimees, Virumaa Teataja, Järva Teataja und Valgamaalane herausgibt.